# Янсенов регулатор
Янсенов регулатор наричан още стъпален регулатор е механизъм в силовите трансформатори, който позволява да се избират променливи съотношения на намотките в трансформатора. От този механизъм, съществуват два основни типа, превключватели без натоварване (NLTC), които трябва да бъдат изключени, преди да се регулира съотношението на завъртане, и превключватели под натоварване (OLTC), които могат да регулират съотношението си на завъртане по време на операция. По време на регулационния процес, товаровия ток, не трябва да бъде прекъсван. Този тип регулатори, се намира от високата или от ниската страна на трансформатора. Конструктивно, регулатора се състои от: избиращ ключ, байпасов ключ, реактори, вакумен ключ, реверсивен суич и товарова намотка.
При извършване на промяна на съотношението на намотките на един силов трансформатор, действието се записва в 
оперативен дневник.